# Cirkus Ildebrand
Cirkus Ildebrand er en dansk familiefilm fra 1995, instrueret af Claus Bjerre og skrevet af Hans Henrik Koltze.
Titelmelodien er komponeret og indspillet af popgruppen Rocazino der kortvarigt samledes for at udføre dette arbejde.

## Handling
Den 11-årige pige Saras store drøm er at optræde som klovn i et cirkus. Med to af sine venner, Morten og Maria, vil hun realisere dette ønske hvilket de gør på en forladt grund, som har tilhørt det lokale brandvæsen. I den derpå befindende bygning bor stadigvæk den uhyggelige og excentriske kvinde Mirabella, som dog er venlig overfor børnene og støtter deres planer om at lave deres eget cirkus på grunden. Et problem opstår dog, da byens boligspekulanter vil købe og rydde grunden for at bygge et nyt kontorhus på den. Mirabella har heldigvis et brev fra kongen, som har givet hende retten til grunden. Boligspekulanterne giver dog ikke så let op, og forsøger at smide børnene og Mirabella ud og stjæle grunden. Byens byggemyndighed, som har hørt rygter om børnenes og Mirabellas planer, vil ligeledes have fat i bygningen. Da børnene i mellemtiden har lavet deres cirkus på terrænet, forsøger de sammen med Mirabella at gøre hvad de kan. Til sidst lykkedes det at få anholdt boligspekulanterne og realiseret cirkusset.

## Medvirkende
- Anne Marie Helger − Mirabella
- Timm Vladimir − Frank
- Gordon Kennedy − Stoffer
- Martin Brygmann − Arne
- Helle Fagralid − Helle
- Troels Kløvedal − Charles
- Maria Lundberg Baré − Maria
- Sara Mosegaard Mihn − Sara
- Morten Gundel − Morten
- Michelle Bjørn-Andersen − Adas stemme
- Robert Hansen − Robert
- Wencke Barfoed − Mor
- Annevig Schelde Ebbe − Datter
- Per Linderoth − Politibetjent
- Jacob Rasmussen − Jacob